# 貸借対照表
貸借対照表（たいしゃくたいしょうひょう）とは、財務諸表の一つ。
バランスシート（英語: balance sheet、略称: B/S）、財政状態計算書（ざいせいじょうたいけいさんしょ、英: statement of financial position）とも呼ばれる（例: IFRS）。

## 概要
貸借対照表は、企業のある一定時点における資産・負債・純資産の状態を表すために複式簿記と呼ばれる手法により損益計算書などと同時に作成され、その企業の株主・債権者その他利害関係者に経営状態に関する情報を提供する。また、株式会社では官報・新聞、あるいはインターネット上での決算公告が義務付けられており、損益計算書とともに公告される。一般的に、開業時・決算時・清算時に作成されるほか、月次で作成されることもある。決算前に、中間貸借対照表を作成する場合もある。また、会社更生や破産等の手続きにおいて時価基準で作成する非常貸借対照表もある。
上述のとおり、貸借対照表は企業の一時点における資産や負債、そして両者の差額として導かれる純資産の額を示すものであるが、企業が大規模化し、また、継続企業の前提の下で企業活動が行われている現代においては、日本の会計基準で作成された貸借対照表に計上される資産や負債の額は純粋に企業の一時点における財産状況を示すものとはなっていない。
例えば、取得原価によって資産計上される機械や建物等の償却性の有形固定資産は将来的に減価償却を通じて費用化され、減価償却費として損益計算書に計上されることとなる。この一連の会計処理を基礎として貸借対照表に計上される償却性有形固定資産の額の本質を捉えると、貸借対照表にこれを取得原価によって計上する意味は、将来的に減価償却費とするための金額を一時的に収容しておくことに見出されると考えられる。要するに、貸借対照表とは適正な期間損益計算を行うために収支と損益の期間帰属のズレを収容するための残高表として機能する財務諸表なのである。
真に貸借対照表を企業の財政状態を示すものとするのであれば、全ての資産と負債を時価によって計上し、更には繰延資産のような財産性を有さない資産については計上されないようにしなければならないが、現在の貸借対照表はそのような資産・負債の計上方法にはなっていない以上、期間損益計算の連結環として貸借対照表を捉える必要がある。(収益費用アプローチ)
ただし、昨今の日本の会計基準は国際財務報告基準 (IFRS)とのコンバージェンスが進み、資産除去債務等の資産負債アプローチから導かれる勘定科目も計上されるようになっていることから、ある特定の勘定に限定して着目すれば、それ自体に関しては企業の財産状況を直接的に示すものとなっていることには注意が必要である。
このように日本の会計基準は、収益費用アプローチ及び資産負債アプローチのこれら両者を折衷的に同時追求しようとしたために、本来的な意味でのクリーンサープラス関係が崩れてしまっている。
バランスシート (balance sheet) という英語は、Bilanz（独）・bilan（仏）・bilancio（伊）などヨーロッパ各国語と同様に、ラテン語で天秤を意味する libra bilanx を語源としている。これは、貸借対照表が左右に分かれていて、左側の「借方 (debit)」と右側の「貸方 (credit)」が釣り合っているからである。

## 構造
借方には「資産の部」があり、企業のある時点における資産の額が表示される。一方、貸方は、「負債の部」と「純資産の部」に分かれている。それぞれ、企業のある時点での負債の額と純資産の額とが記載される。また、純資産の部は、株主が最初に投入した資本金及び資本剰余金と、企業活動によりもたらされた利益の蓄積額から配当などで社外に流出した金額を差し引いた利益剰余金などが記載されている。
資産の部、負債の部は一般的に、流動性の高いものから低いものへと記載される。これを流動性配列法という。ただし、電力会社等、有形固定資産の額が多い場合など、特別の会計規則が設けられている会社については、固定性配列法が適用される。
また、借方金額の総計と貸方金額の総計とは等しい。したがって、例えば借方から貸方を見れば、総資産の資金源泉が他人資本（負債）なのか自己資本（純資産）なのかがわかる。

### 左が借方、右が貸方の理由
歴史的に、貸借対照表を含む帳簿は金融業のために考案され使用された。
金融業 
預金は借入金になるので、帳簿右欄（Credit）に預金額を記入する。 
一般企業 
預金は貸付金となるため帳簿左欄（Debit）となる。

日本では帳簿欄呼称も借貸と逆になった。

欧米でのバランスシート帳簿欄呼称の意味も金融業目線となっている
借方　Debit：引き落とし 
貸方　Credit：預け入れ

## 法規制
株式会社は、定時株主総会の終結後遅滞なく、貸借対照表を公告しなければならない（会社法440条）。
現行の決算公告においては、"資産 - 負債 = 純資産" という関係にある。

## 主要科目
各区分の表示は、b:会社計算規則第74条 - 76条に定められている。
| 資産の部 | 負債の部 |
| --- | --- |
| - 流動資産 現金預金 受取手形 売掛金 短期貸付金 未収入金 商品・製品 仕掛品 貯蔵品 前渡金 前払費用 立替金 仮払金 - 固定資産 有形固定資産 建物・構築物 機械・装置 車両・運搬具 工具・器具備品 土地 建設仮勘定 無形固定資産 ソフトウェア のれん 特許権 借地権 投資その他の資産 投資有価証券 関係会社株式 長期貸付金 破産更生債権 長期前払費用 敷金・保証金 繰延税金資産 - 繰延資産 開業費 新株発行費 | - 流動負債 支払手形 買掛金 短期借入金 コマーシャル・ペーパー 1年以内返済長期借入金・社債 未払金 未払法人税等 未払消費税等 未払費用 前受金 預り金 仮受金 - 固定負債 社債 長期借入金 退職給付引当金 繰延税金負債 |
| - 流動資産 現金預金 受取手形 売掛金 短期貸付金 未収入金 商品・製品 仕掛品 貯蔵品 前渡金 前払費用 立替金 仮払金 - 固定資産 有形固定資産 建物・構築物 機械・装置 車両・運搬具 工具・器具備品 土地 建設仮勘定 無形固定資産 ソフトウェア のれん 特許権 借地権 投資その他の資産 投資有価証券 関係会社株式 長期貸付金 破産更生債権 長期前払費用 敷金・保証金 繰延税金資産 - 繰延資産 開業費 新株発行費 | 純資産の部 |
| - 流動資産 現金預金 受取手形 売掛金 短期貸付金 未収入金 商品・製品 仕掛品 貯蔵品 前渡金 前払費用 立替金 仮払金 - 固定資産 有形固定資産 建物・構築物 機械・装置 車両・運搬具 工具・器具備品 土地 建設仮勘定 無形固定資産 ソフトウェア のれん 特許権 借地権 投資その他の資産 投資有価証券 関係会社株式 長期貸付金 破産更生債権 長期前払費用 敷金・保証金 繰延税金資産 - 繰延資産 開業費 新株発行費 | - 株主資本 資本金 資本剰余金 ※資本準備金 利益剰余金 ※利益準備金 ※任意積立金 ※繰越利益剰余金 △自己株式 - 評価・換算差額等 有価証券評価差額金 ○為替換算調整勘定 - 新株予約権 - ○非支配株主持分                   |

（注）○は連結決算固有、※は主に単独決算。

## 貸借対照表と経営指標
「×100」はパーセンテージを示す。
- 流動比率 (%)＝流動資産÷流動負債×100 → 企業の短期支払能力（200%以上が妥当）
- 当座比率 (%)＝当座資産÷流動負債×100 → 即座支払能力（100%以上が妥当）
- 固定比率 (%)＝固定資産÷自己資本×100 → 自己資本に対する固定資産の比率（100%未満が妥当）
- 固定長期適合率＝固定資産÷（固定負債＋自己資本）→長期的な視点での支払能力（100%未満が妥当）
- 資本固定比率 (%)＝自己資本÷固定資産×100 → 自己資本の固定化の比率（100%以上が妥当）
- 負債比率 (%)＝負債÷自己資本×100 → 自己資本に対する負債の割合（100%未満が妥当）
- 資本負債比率 (%)＝自己資本÷負債×100 → 自己資本に対して負債が適当かを判断（100%以上が妥当）
- 自己資本利益率 (%)＝純利益÷自己資本×100 → この比率が高い程、収益力が大
- 自己資本比率 (%)＝自己資本÷総資本×100→この比率が高いほど会社の経営は安定（40%以上が妥当）